# Geratskirchen
Geratskirchen är en kommun och ort i Landkreis Rottal-Inn i Regierungsbezirk Niederbayern i förbundslandet Bayern i Tyskland.
Kommunen ingår i kommunalförbundet Massing tillsammans med köpingen Massing.